# 河南衛
河南衛，明朝衛所名，治河南汝阳境内陶营一带，屬中央級五军都督府之河南都指挥使司管轄。河南卫有兵5,600名，下设左、右、中、前、后5个千户所（1,120人为一所）；50个百户所（120人为一所），百户所设总旗2个（每总旗辖50人）、小旗10个（每小旗辖10人）。每个军丁授田一份，由官府供给耕牛、农具和种子，并按份徵粮。